# Alberto Gemerts
Alberto Gemerts (Paramaribo, 9 mei 1931 - aldaar, 8 januari 2016) was een Surinaams zanger, bandleider, componist, arrangeur en producer.

## Biografie
Gemerts vertrok in de jaren 1950 naar Nederland. Hij speelde in verschillende combo's, waaronder in die van Lodewijk Parisius, alias Kid Dynamite.
In de jaren 1960 werkte hij voor het label Delta, dat deel uitmaakte van Bovema. Hij bracht zelf muziek uit onder de namen Alberto y sus Muchachos, Alberto & Hortence (Hortence Sarmaat), Alberto & zijn Ska Boys, Alberto Gemerts & His Surinam Orchestra en kortweg Alberto.
Voor Lieve Hugo produceerde hij diens hitalbum King of Kaseko. Ook componeerde hij verschillende liedjes voor hem. Nadat hij het zangtalent van zijn buurvrouw Josje Duister had ontdekt, nam hij met haar als Joey Dyser bij Delta het door haarzelf geschreven 100 Years op. De single stond meerdere weken op nummer 1 van de hitlijsten in Nederland en België. Zijn eigen nummer Smeergelde (1977) wordt terugkerend in Suriname op de radio gedraaid wanneer zich een politiek schandaal heeft voorgedaan. Zijn Wan bun njun jarie (Een goed nieuw jaar) is een populair lied tijdens de jaarwisseling gebleven.
In 2013 kwam zijn lied Makandra op nummer 19 terecht van de Srefidensi Top 38, een lijst die door een publieksjury werd gekozen ter gelegenheid van 38 jaar Surinaamse onafhankelijkheid.
Op oudere leeftijd keerde hij terug naar zijn geboorteland, waar hij op 8 januari 2016 overleed. Gemerts is 84 jaar oud geworden.